# خوان غارسيا (فيلسوف)
خوان غارسيا (بالإسبانية: Juan David García Bacca)‏ (و. 1901 – 1992 م) هو فيلسوف، وكاتب، ورياضياتي، ومؤرخ فلسفة من إسبانيا، وفنزويلا، ولد في بنبلونة، توفي في كيتو، عن عمر يناهز 91 عاماً.

## التعليم
تعلم في جامعة باريس، وتعلم في جامعة برشلونة، وتعلم في جامعة زيورخ، وتعلم في جامعة لودفيغ ماكسيميليان في ميونخ
.

## جوائز
حصل على جوائز منها:
- دكتوراه فخرية (1985)
- وسام الصليب الأعظم لإيزابيلا الكاثوليكية
- National Prize for Literature (Venezuela) [الإنجليزية]‏